# Тавдинский муниципальный округ
Тавди́нский городско́й о́круг — муниципальное образование в Свердловской области России. Относится к Восточному управленческому округу. Административный центр — город Тавда.
С точки зрения административно-территориального устройства области, городской округ находится в границах административно-территориальной единицы Тавдинский район.
С 1 января 2025 года имеет статус муниципального округа. 

## География
Округ расположен в восточной части Свердловской области, в среднем течении реки Тавды. Граничит с Тобольским райономТюменской области и Кондинским районом Ханты-Мансийского автономного округа — Югры.
В пределах Свердловской области граничит с Таборинским и Слободо-Туринским муниципальными районами, а также Туринским городским округом.
Площадь городского округа 6539,4 км².

## История
В 1916 году на Каратунском выселке Кошукской волости Туринского уезда Тобольской губернии была построена железнодорожная станция Тавда. Железнодорожная станция дала не только мощный толчок для развития промышленности поселения, но и имя посёлку, а затем городу и округу.
27 февраля 1924 года в составе Ирбитского округа Уральской области образован Тавдинский район, позднее Верхне-Тавдинский район. 17 января 1934 года район был передан в состав Обско-Иртышской области, 7 декабря 1934 года — в состав Омской области. В октябре 1938 года Верхне-Тавдинский район передан в состав Свердловской области.
В 1940 году из Нижнетавдинского района Омской области в Верхне-Тавдинский район Свердловской области был передан Жиряковский сельсовет. В 1942 году были образованы Хмелевский и Азанковский сельсовет, в то же время Азанушевский сельсовет переименован в Крутинский. В 1943 году Каратунский сельсовет был переименован в Большепустынский.
В 1954 году были упразднены Васьковский и Янычковский сельсоветы. В 1956 году Хмелевский сельсовет был переименован в Шайтанский. В 1959 году Жиряковский сельсовет был переименован в Увальский.
27 сентября 1960 года Тавда получила статус города областного подчинения, а Верхне-Тавдинский район был переименован в Тавдинский район.
22 ноября 1966 года поселки карьера Карабашевского леспромхоза и участка № 14 колхоза имени Кирова были переименованы в Песчаный и Черемушки соответственно.
17 декабря 1995 года по итогам местного референдума на территории города Тавды и Тавдинского района было создано муниципальное образование Тавдинский район.
10 ноября 1996 года муниципальное образование было включено в областной реестр.
С 31 декабря 2004 года Тавдинский район был преобразован в городской округ. Город Тавда, ранее являвшийся городом областного подчинения, был включён в состав Тавдинского административного района.
1 января 2006 года муниципальное образование Тавдинский район было переименовано в Тавдинский городской округ.
В рамках административно-территориального устройства области, административно-территориальная единица Тавдинский район продолжает существовать.

## Население
| 2009    | 2010    | 2011    | 2012    | 2013    | 2014    | 2015    |
| ------- | ------- | ------- | ------- | ------- | ------- | ------- |
| 46 570  | ↘42 306 | ↘42 146 | ↘41 624 | ↘41 163 | ↘40 650 | ↘40 292 |
| 2016    | 2017    | 2018    | 2019    | 2020    | 2021    | 2023    |
| ↘39 841 | ↘39 456 | ↘39 042 | ↘38 435 | ↘38 026 | ↘36 546 | ↘35 940 |

### Урбанизация
В городских условиях (Тавда) проживают 89,79 % населения муниципального округа.

## Состав
В состав городского округа и района входят 43 населённых пункта. При этом до 1 октября 2017 года район делился на 11 административно-территориальных единиц: 1 город районного подчинения и 10 сельсоветов.Закон Свердловской области № 34-ОЗ от 13.04.2017 года «Об административно-территориальном устройстве Свердловской области»
| №  | Населённый пункт  | Тип населённого пункта        | Население | Сельская администрация | Административно- территориальная единица Тавдинского района |
| -- | ----------------- | ----------------------------- | --------- | ---------------------- | ----------------------------------------------------------- |
| 1  | Азанка            | посёлок                       | ↘1239     | Азанковская            | Азанковский сельсовет                                       |
| 2  | Беленичное        | деревня                       | ↘46       | Крутинская             | Крутинский сельсовет                                        |
| 3  | Белоярка          | деревня                       | ↗4        | Крутинская             | Крутинский сельсовет                                        |
| 4  | Билькино          | деревня                       | ↘10       | Кошукская              | Кошукский сельсовет                                         |
| 5  | Большая Пустынь   | деревня                       | ↘139      | Большепустынская       | Большепустынский сельсовет                                  |
| 6  | Ваганово          | деревня                       | ↘21       | Кошукская              | Кошукский сельсовет                                         |
| 7  | Васьково          | деревня                       | ↘14       | Увальская              | Увальский сельсовет                                         |
| 8  | Владимировка      | деревня                       | →0        | Герасимовская          | Герасимовский сельсовет                                     |
| 9  | Герасимовка       | деревня                       | ↘201      | Герасимовская          | Герасимовский сельсовет                                     |
| 10 | Городище          | село                          | ↘377      | Городищенская          | Городищенский сельсовет                                     |
| 11 | Гузеево           | деревня                       | ↘66       | Городищенская          | Городищенский сельсовет                                     |
| 12 | Дятловка          | деревня                       | ↘2        | Крутинская             | Крутинский сельсовет                                        |
| 13 | Забор             | деревня                       | ↘23       | Увальская              | Увальский сельсовет                                         |
| 14 | Земляное          | посёлок                       | ↘16       | Большепустынская       | Большепустынский сельсовет                                  |
| 15 | Индра             | деревня                       | ↘87       | Ленинская              | Ленинский сельсовет                                         |
| 16 | Индра             | посёлок                       | ↘2        | Ленинская              | Ленинский сельсовет                                         |
| 17 | Карабашка         | посёлок                       | ↘268      | Карабашская            | Карабашский сельсовет                                       |
| 18 | Карьер            | посёлок                       | ↘73       | Азанковская            | Азанковский сельсовет                                       |
| 19 | Кисёлева          | деревня                       | ↘60       | Городищенская          | Городищенский сельсовет                                     |
| 20 | Кошуки            | село                          | ↘321      | Кошукская              | Кошукский сельсовет                                         |
| 21 | Крутое            | село                          | ↘210      | Крутинская             | Крутинский сельсовет                                        |
| 22 | Лебяжье           | посёлок                       | ↘1        | Городищенская          | Городищенский сельсовет                                     |
| 23 | Ленино            | деревня                       | ↘170      | Ленинская              | Ленинский сельсовет                                         |
| 24 | Лисье             | посёлок                       | ↘6        | Городищенская          | Городищенский сельсовет                                     |
| 25 | Лобазиха          | посёлок                       | ↘4        | Карабашская            | Карабашский сельсовет                                       |
| 26 | Малая Пустынь     | деревня                       | ↘3        | Большепустынская       | Большепустынский сельсовет                                  |
| 27 | Малое Сатыково    | деревня                       | ↘0        | Городищенская          | Городищенский сельсовет                                     |
| 28 | Матюшино          | посёлок                       | ↘4        | Карабашская            | Карабашский сельсовет                                       |
| 29 | Мостовка          | деревня                       | ↘141      | Мостовская             | Мостовский сельсовет                                        |
| 30 | Новосёловка       | деревня                       | →0        | Большепустынская       | Большепустынский сельсовет                                  |
| 31 | Ошмарка           | деревня                       | ↘36       | Крутинская             | Крутинский сельсовет                                        |
| 32 | Русаковский       | посёлок                       | ↘0        | Ленинская              | Ленинский сельсовет                                         |
| 33 | Саитково          | деревня                       | ↘0        | Кошукская              | Кошукский сельсовет                                         |
| 34 | Северная Чернушка | деревня                       | ↘3        | Азанковская            | Азанковский сельсовет                                       |
| 35 | Тавда             | город, административный центр | ↘32 272   |                        | город Тавда                                                 |
| 36 | Тагильцы          | село                          | ↘54       | Ленинская              | Ленинский сельсовет                                         |
| 37 | Тормоли 1-е       | деревня                       | ↘40       | Ленинская              | Ленинский сельсовет                                         |
| 38 | Увал              | деревня                       | ↘175      | Увальская              | Увальский сельсовет                                         |
| 39 | Хмелёвка          | деревня                       | ↘3        | Мостовская             | Мостовский сельсовет                                        |
| 40 | Чандыри           | деревня                       | ↘0        | Ленинская              | Ленинский сельсовет                                         |
| 41 | Шабалино          | деревня                       | ↘26       | Увальская              | Увальский сельсовет                                         |
| 42 | Шайтанка          | деревня                       | ↘1        | Мостовская             | Мостовский сельсовет                                        |
| 43 | Эскалбы           | посёлок                       | ↘1        | Герасимовская          | Герасимовский сельсовет                                     |

7 августа 1996 года были упразднены посёлок Чигирень Азанковского сельсовета, деревни Михайловка Большепустынского сельсовета, Тонкая Гривка Герасимовского сельсовета, Большое Сатыково и Елань Городищенского сельсовета, Тормоли 2-е Ленинского сельсовета и село Жиряково Увальского сельсовета.
В период между Всероссийскими переписями населения 2010-го и 2021-го годов исключена из учётных данных деревня Сергино.

## Известные уроженцы
- Павлик Морозов
- Шишков, Михаил Васильевич